# 大塞拉度假村槍擊案
太平洋夏令時間2025年7月28日，美國內華達州雷諾市的大塞拉度假村發生槍擊案，一名男子在度假村西北方的代客泊車區外開火，造成3名男子死亡、4人受傷，其中包括一名非槍傷受害的警員。槍手在現場遭警方開槍制服後被拘捕。

## 背景
大塞拉度假村是一間綜合酒店與賭場設施，位於美國內華達州里諾市，距離市中心約3英里（5公里）。酒店設有1990間客房及大型賭場，由總部設於加利福尼亞州唐尼市的Meruelo Enterprises持有及營運。
是次槍擊案距離度假村上一宗命案僅逾一年。2024年1月，兩名男子亦曾在該地開槍殺死另一名男子。

## 槍擊案
警方表示，太平洋夏令時間2025年7月28日上午約7時25分，接獲多輪槍聲的報案，警員於約四分鐘後趕到現場，並與疑犯爆發交火。事發前，槍手曾在度假村的停車場徘徊約45分鐘。他最初在代客泊車區企圖向一群男子開槍，但因槍枝卡殼未能得逞，於是清除故障後再度開火，造成2死3傷。其後他移至停車場，向一名駕駛中的人士開槍，對方當場死亡。至少一輛警車亦被子彈擊中。警方最終開槍擊中疑犯，並將他送往醫院搶救，情況危殆。
一名執法部門人員透露，槍手的犯案動機未明，調查人員正與他接觸了解。初步調查顯示，死者彼此並無關聯。當地的雷諾地區醫療中心指出，其急症室當日接收數名槍傷病人。

## 受害者
疑犯在槍擊事件中造成3名男子死亡，另有4人受傷，包括一名被玻璃碎片擊中的警員。2名死者當場證實死亡，另一人送院後不治。根據斯帕克斯市警察局發佈的消息，三名死者分別為33歲的賈斯汀·阿吉拉（Justin Aguila）、33歲的安德魯·卡內帕（Andrew Canepa），以及66歲的安吉爾·馬丁內斯（Angel Martinez）。另有3名男子連同槍手一併送院時情況危殆，而另一名傷者在接受治療後已出院。2名33歲的死者事發時正於代客泊車區候車，準備前往雷諾-太浩國際機場，當時剛參加完一場單身派對，2人從背後中彈身亡。

## 嫌疑犯
槍手為26歲的達科塔·霍弗（Dakota Hawver，1999年—），為里諾市居民。案發時據報持有一支9毫米口徑手槍，並使用多個彈匣，發射至少80發子彈。該槍枝由霍弗於2023年合法購入，至於彈藥則是在槍擊發生前不久購買。他過往沒有犯罪紀錄，亦無已知的精神健康問題。案發時，霍弗居於距大塞拉度假村僅約0.5英里（2600呎），橫跨580號州際公路的一處住宅。

## 後續
事發後，大塞拉度假村的主入口及代客泊車區暫時封閉，住客則經其他出口有序離開。

## 反應
雷諾市議員德文·里斯在社交媒體發文，稱事件是「又一宗無意義的槍枝暴力」，並表示：「我為受害者、他們的家屬及我們整個社區感到痛心。雷諾雖堅強，但我們也無法倖免於這場席捲全國的槍枝暴力疫情。」
大塞拉度假村亦就事件發表聲明予以譴責，表示：「我們對今日早上在本度假村停車場發生的無謂暴力感到心碎。我們向受害者及所有受到這宗悲劇影響的人致以深切慰問。」聲明又補充，度假村正全力配合當局調查槍擊案。